# Klaus Kühlwein
Klaus Kühlwein (* 29. April 1955 in Viernheim) ist ein deutscher katholischer Theologe und Buchautor.

## Leben
Kühlwein studierte Sozialwissenschaft, Philosophie und Theologie in Kiel und Frankfurt am Main und legte 1986 in Freiburg die Zweite Kirchliche Dienstprüfung für das höhere Lehramt ab. 1991 promovierte er bei Rupert Lay und Johannes Beutler an der Jesuitenhochschule St. Georgen über die Bergpredigt. Er ist am Bildungswerk der Erzdiözese Freiburg im Breisgau tätig. Kühlwein forscht schwerpunktmäßig über die Thematik „Katholische Kirche und Nationalsozialismus“. Kühlwein ist Mitglied der Görres-Gesellschaft.

## Studien über Pius XII.
Zum 50. Todestag von Papst Pius XII. brachte er die Studie: Warum der Papst schwieg (Düsseldorf 2008) heraus. In dieser Studie versucht er die These zu belegen, dass Pius XII. wegen einer fundamentalen ethischen Unsicherheit zum Holocaust geschwiegen habe, nicht wegen Antisemitismus oder Antijudaismus oder Sympathie mit Hitlers Kampf gegen den stalinistischen Bolschewismus oder wegen kircheneigener bzw. persönlicher Interessen. Auch in späteren Publikationen widerspricht Kühlwein scharf den Behauptungen verschiedener Historiker und Autoren, dass Pius XII. als der Retter der Juden Roms angesehen werden müsse, da er durch umsichtige Diplomatie den Abbruch der laufenden Judenrazzia erreichte.
In einer zweiten Studie zum 70. Jahrestag der Judenrazzia erneuerte und vertiefte Kühlwein seine Kritik. Papst Pius habe nicht einmal auf einen Hilferuf untergetauchter Juden reagiert, „obwohl er, wovon Kühlwein überzeugt ist, Gefangennahme und Deportation der Juden nach Auschwitz hätte verhindern können. Er habe sich aber zu sehr in diplomatische Vorsichten und Rücksichten verfangen, die ihn wie eine Zwangsjacke lähmten.“. Nach Kühlwein wäre Pius’ „schützende Hand … sogar weniger problematisch und riskant gewesen als das folgende Kirchenasyl.“
2019 veröffentlichte Kühlwein eine erweiterte Neuauflage der Studie unter dem Titel: „Pius XII. und die Deportation der Juden Roms“ (Berlin u. a.). Darin verschärfte er seine Kritik. Während der Razzia und Deportation der römischen Juden hätte Papst Pius „»...hier und jetzt alles in die Waagschale werfen« müssen.“ Das schloss nach Kühlwein auch das persönliche Erscheinen am römischen Bahnhof Tiburtina ein, wo die Juden am Vormittag des 17. Oktober 1943 in den Transportzug nach Auschwitz verladen wurden. „Pius XII. hat im Oktober 1943 versagt. Er versagte den flehenden römischen Juden seine persönliche Unterstützung und er versagte als moralisches Oberhaupt der katholischen Kirche.“ Gerald Steinacher schrieb, Kühlweins Studie belege, dass die Retter-These ein Mythos sei und auf „wishful thinking“ beruhe.
Des Weiteren übt Kühlwein deutliche Kritik an der güterabwägenden Diplomatie Pius XII. während des Zweiten Weltkrieges. Besonders bei der Deportation der römischen Juden habe diese Leitlinie dazu gedient, keinen öffentlichen, päpstlichen Protest auszusprechen und vor allem keine rettende Aktivitäten durchzuführen. Selbst eine nur karitative Hilfeleistung für die Gefangenen in den zwei Tagen bis zum Abtransport sei nach diplomatischer Abwägung unterlassen worden. Alternativ zur Güterabwägung hätte Pius auf der Basis der Tugend- bzw. Werteethik entscheiden können, die in der christlich-ethischen Tradition tief verwurzelt sei. Tugendethische Entscheidungen stünden für den Schutz unbedingter Werte ohne konsequentialistisches Kalkül – im Gegensatz zum utilitaristischen Prinzip einer Güterabwägung.
Am Ende der Studie (in der 1. Auflage) veröffentlichte Kühlwein einen Offenen Brief an Papst Franziskus, in dem er diesen bittet, den „im Vatikan unterstützten Mythos über Pius XII. als Retter der Juden während der Razzia“ zu beenden. Dieser Mythos verdränge die Wahrheit und verhindere die aussöhnende Erinnerung. Aufgrund seiner Unsicherheit habe Pius XII. entscheidende und tragische Fehler gemacht. Das betrifft vor allem sein zauderndes Verhalten während der SS-Judenrazzia in Rom am 16. Oktober 1943 und das Zulassen der Deportation von über 1000 gefangengenommenen Juden nach Auschwitz am 18. Oktober.
Kühlwein zählt zu den zeitgenössischen Theologen und Historikern, die deutliche Kritik an Pius XII. formulieren. In einer Erklärung kritisierte Kühlwein die Entscheidung Papst Benedikts XVI. (am 19. Dezember 2009), den „heroischen Tugendgrad“ bei seinem umstrittenen Vorgänger Pius XII. anzuerkennen. Das sei eine Festlegung auf die baldige Seligsprechung, die überstürzt und ohne Zeitnot vorgenommen wurde.
Im Rahmen des Gedenkens zum 70. Jahrestag des Kriegsendes (2015) forderte Kühlwein öffentlich von Vatikan ein Schuldbekenntnis für die Diplomatie Pius’ XII. In Artikeln in der Frankfurter Rundschau und in der Jüdischen Allgemeinen beklagte er die Weigerung des Vatikans, irgendwelche Fehler angesichts der NS-Judenvernichtung anzuerkennen. Kühlwein wirft Papst Pius vor, dass er die Gewissensfrage, die die Shoah ihm stellte, beiseitegeschoben habe. Anstatt sich prophetisch-mutig vor die Juden zu stellen, habe er eine zweckorientierte Diplomatie verfolgt mit dem Ziel, „Berlin nicht auf die Füße zu treten“.

## Veröffentlichungen
Bücher
- Pius XII. und die Deportation der Juden Roms. Peter Lang Verlag, Berlin, Bern, Bruxelles, New York, Oxford, Warszawa, Wien, 2019, ISBN 978-3-631-79284-1.
- Die Liste Dannecker. Als der Holocaust zu Pius XII. kam. Epubli, Berlin 2014, ISBN 978-3-8442-8935-0 (gekürzte und bearbeitete Taschenbuch-Ausgabe der 2. Auflage der Studie: Pius XII. und die Judenrazzia in Rom. Berlin 2013).
- Pius XII. und die Judenrazzia in Rom. Epubli, Berlin 2013, ISBN 978-3-8442-6284-1 (2., aktualisierte und erweiterte Auflage: Epubli, Berlin 2013, ISBN 978-3-8442-7035-8).
- Warum der Papst schwieg. Pius XII. und der Holocaust. Patmos, Düsseldorf 2008, ISBN 978-3-491-72527-0.
- Schöpfung ohne Sinn? Gott und das Leid. Patmos, Düsseldorf 2003, ISBN 3-491-77053-X.
- Chaosmeister Jesus. Die Bergpredigt. Katholisches Bibelwerk, Stuttgart 1999, ISBN 3-460-33161-5.
- Familienbeziehung und Bergpredigt-Weisungen. Kommunikatives Handeln nach den Antithesen und ihre Bedeutung aus der Sicht des Heidelberger familiendynamischen Modells. Peter Lang, Frankfurt/Bern/New York/Paris 1991, ISBN 3-631-44199-1.

Artikel/Beiträge
- Als die katholischen Bischöfe Deutschlands Hitler die Hand reichten mit Einverständnis des Vatikan, in: ResearchGate, Juni 2023.
- Offen beistehen oder vorsichtige Diplomatie?, in: feinschwarz.net. Theologisches Feuilleton, 1. September 2022.
- Papst Pius XI. bot Mussolini in der «Rassenfrage» die Stirn, doch zur offenen Konfrontation kam es nicht mehr, in: Neue Zürcher Zeitung, 4. Februar 2022, Rubrik International, S. 5.
- Pius XI. Enzyklika gegen Nationalismus-Rassismus, in: feinschwarz.net. Theologisches Feuilleton, 5. November 2020.
- Der Hudal-Brief. Beitrag zur Debatte über die Judenrazzia in Rom am 16. Oktober 1943, in: Deutsche Digitale Bibliothek, 10/2016; gek. Fassung in: Zukunft braucht Erinnerung. Das Online-Portal zu den historischen Themen unserer Zeit. Der Hudalbrief und die Judenrazzia in Rom.
- Bischofsprotest gegen NS-Euthanasie. Brandpredigt des "Löwen von Münster", in: einestages (Spiegel.online), 3. August 2016.
- Der Vatikan schweigt auch 70 Jahre danach, in: Jüdische Allgemeine, 7. Mai 2015, Nr. 19, S. 2.
- Ein Schuldbekenntnis ist überfällig, in: Frankfurter Rundschau, 15. April 2015, (Titel im Feuilleton der Printausgabe: Wo bleiben die Tränen? 15. April 2015, S. 31–32.)
- Papst Pius XII. – sein schwerster Fehler: Die Deportation der römischen Juden nach Auschwitz, Aug. 2011.[14]

- Die Legende vom Retter der Juden, in: Frankfurter Rundschau, 14. Dezember 2010, S. 32 f (online auf imdialog.org).
- Der engelsgleiche Hirte des Herrn, in: Badische Zeitung, 25. Februar 2009.
- Die Kirche sorgte sich vor allem um sich selbst, in: Frankfurter Rundschau, 20. März 2007, S. 7
- „Die armen Juden“ – als Papst Pius XII. weinte, in: Das Heilige Nichts. Gott nach dem Holocaust (mit Beiträgen von Benedikt XVI., Edwin Black u. a.). Hrsg. Tobias D. Wabbel, Düsseldorf, 2007, S. 122–135 / Patmos-Verlag, ISBN 978-3-491-72510-2
- Die Enzyklika »Mit brennender Sorge« (1937), in: www.zukunft-braucht-erinnerung.de (12. Apr.  2007).